# Cuộc đình công của General Electric 1969–1970
Cuộc đình công của General Electric 1969-70 là một cuộc đình công lao động trên toàn quốc giữa General Electric và các công nhân của công ty này với sự đại diện của Công nhân Điện Liên hợp (UE) độc lập và Liên minh Công nhân Điện Quốc tế (IUE) trực thuộc AFL-CIO. Trung bình có 164.000 công nhân tham gia, cho đến nay đây là cuộc đình công lớn nhất và có tác động lớn nhất vào năm 1969. Cuộc đình công bắt đầu vào ngày 27 tháng 10 năm 1969 và các công nhân đã giành thắng lợi sau 102 ngày trên dây chuyền picket. Cuộc đình công đã tập hợp hai công đoàn đối thủ lại với nhau theo cách có ý nghĩa nhất kể từ khi UE bị trục xuất khỏi Đại hội các tổ chức công nghiệp (CIO) vào năm 1949.

## Dẫn nhập
UE và IUE dẫn đầu một liên minh các công đoàn đã phá vỡ sự chống lưng của chủ nghĩa Boulwarism, chính sách thương lượng tích cực kéo dài suốt 20 năm của GE về thương lượng "có làm có được không". Boulwarism được đặt theo tên của Lemuel Boulware, phó chủ tịch phụ trách lao động và quan hệ cộng đồng của công ty, người đã nghĩ ra chiến lược để phản ứng lại thành công của UE trong cuộc đình công năm 1946, và tận dụng những chia rẽ cay đắng, sau năm 1949, trong hàng ngũ các thành viên công đoàn của GE.
Năm 2012, Business Insider gọi đây là một trong những cuộc đình công tốn kém nhất trong lịch sử Hoa Kỳ.